# Gotriniton
Gotriniton (戦国魔神ゴーショーグン?, Sengoku majin Goshogun, letteralmente L'oscura divinità dei regni combattenti Goshogun) è un anime giapponese di genere mecha del 1981 prodotto da Ashi Productions sviluppando un soggetto di Takeshi Shudō. La serie si compone di 26 episodi trasmessi dal 3 luglio 1981 al 28 dicembre dello stesso anno dal network TV Tokyo.

## Trama
Nell'anno 2001 la Terra si avvia alla completa colonizzazione dello spazio. Su di essa incombe però la minaccia di "Veleno Nero", una potente organizzazione criminale. Frattanto il professor Sanada,  analizzando i frammenti di un meteorite schiantatosi in Siberia scopre e mette a punto una nuova forma d'energia in grado di rendere fattibile il teletrasporto della materia. Sulla base di tali scoperte, l'esimio scienziato costruisce il Goodsander, un mezzo in grado di eseguire il teletrasporto, ed anche un grosso robot, Gotriniton, all'interno del quale si collocano tre mezzi ben distinti e capaci di muoversi autonomamente al di fuori di esso. L'organizzazione "Veleno Nero" intende far sue tali invenzioni, ma trova la valorosa opposizione del professor Sanada, che però perde la vita. Il controllo della base in cui è alloggiato Gotriniton passa al professor Savalas mentre il robot verrà pilotato da tre giovani, Shihgo, Kiri e Remi, che lo useranno per contrastare le ambizioni dei criminali di "Veleno Nero". Nel frattempo fa la comparsa Kenta, un undicenne che pilota il Gotriniton (Goshogun in Giappone)

## Doppiaggio ed edizione italiana
| Personaggi          | Voce originale   | Voce italiana                            |
| ------------------- | ---------------- | ---------------------------------------- |
| Shingo              | Hirotaka Suzuoki | Claudio Trionfi Luca Semeraro (film)     |
| Remì                | Mami Koyama      | Daniela Caroli Jasmine Laurenti (film)   |
| Kenta               | Youko Matsuoka   | Corrado Conforti Marco Balzarotti (film) |
| Neurus              | Yuzuru Fujimoto  | Mario Milita                             |
| Katarnov            | Shōjirō Kihara   | Carlo Cosolo Maurizio Scattorin (film)   |
| Kernagul            | Daisuke Gōri     | Erasmo Lo Presto                         |
| Savalas             | Osamu Kobayashi  | Diego Michelotti                         |
| Computer Madre      | Satomi Majima    | Micaela Pignatelli                       |
| OVA (robot tutrice) | Satomi Majima    | Flavio Cannella                          |
| Bundall             | Kaneto Shiozawa  | Massimo Milazzo Claudio Moneta (film)    |

In Italia la serie fu trasmessa per la prima volta su Canale 5 nell'autunno 1982 e poi replicata su alcune emittenti locali. Tra il 1994 e il 1995 è stata pubblicata in 6 VHS dalla Granata Press; nel 2015 è stata riproposta in DVD da Yamato Video in un box unico (ristampato poi nel 2022).

## Episodi
| Nº | Titolo italiano Giapponese 「Kanji」 - Rōmaji                                        | In onda           | In onda           |
| Nº | Titolo italiano Giapponese 「Kanji」 - Rōmaji                                        | Giapponese        | Italiano          |
| 1  | Minaccia alla terra 「ゴーショーグン発進せよ」 - Goshogun hasshin seyo               | 3 luglio 1981     | 14 settembre 1982 |
| 2  | Guasto meccanico 「激闘 トライスリー」 - Gekitō toraisuri                            | 10 luglio 1981    | 16 settembre 1982 |
| 3  | L'addestramento 「リトルファイターＧＯ」 - Ritorufaita GO                            | 17 luglio 1981    | 21 settembre 1982 |
| 4  | Rischio mortale 「危険ないたずら」 - Kiken naitazura                                 | 24 luglio 1981    | 23 settembre 1982 |
| 5  | Inferno a Fantasy Land 「地獄のファンタジーランド」 - Jigoku no fantajirando         | 31 luglio 1981    | 28 settembre 1982 |
| 6  | Diavolo dagli occhi di luce 「光る眼の悪魔」 - Hikaru me no akuma                    | 7 agosto 1981     | 30 settembre 1982 |
| 7  | La base segreta 「隠し砦の仲間達」 - Kakushi toride no nakamatachi                   | 14 agosto 1981    | 5 ottobre 1982    |
| 8  | Il segreto di Goodsander 「ゴーショーグン帰還せず」 - Goshogun kikan sezu            | 21 agosto 1981    | 7 ottobre 1982    |
| 9  | La miniera di diamanti 「ダイヤモンドは燃えつきて」 - Daiyamondo ha moe tsukite      | 28 agosto 1981    | 12 ottobre 1982   |
| 10 | Effetto Bimler 「恐るべしビムラーの謎」 - Osorubeshi bimura no nazo                  | 4 settembre 1981  | 14 ottobre 1982   |
| 11 | Il primo amore di Kenta 「花束を君に」 - Hanataba wo kun ni                          | 11 settembre 1981 | 19 ottobre 1982   |
| 12 | Visita a Parigi 「別れのモンマルトル」 - Wakare no monmarutoru                       | 18 settembre 1981 | 21 ottobre 1982   |
| 13 | La riscossa di Kiri 「暗黒街の激斗」 - Ankokugai no geki to                          | 25 settembre 1981 | 26 ottobre 1982   |
| 14 | La crisi di OVA 「ひとりぼっちのＯＶＡ」 - Hitoribocchi no OVA                       | 5 ottobre 1981    | 28 ottobre 1982   |
| 15 | L'anello di Cleopatra 「熱砂の女王」 - Netsu suna no joō                             | 12 ottobre 1981   | 2 novembre 1982   |
| 16 | La vera storia di Shingo 「さらば青春の日々」 - Saraba seishun no hibi               | 19 ottobre 1981   | 4 novembre 1982   |
| 17 | Terribile inganno 「グッドサンダー危機一発」 - Guddosanda kiki ippatsu               | 26 ottobre 1981   | 9 novembre 1982   |
| 18 | Kenta pilota 「ケン太 ゴーショーグンに乗る」 - Kenta Goshogun ni noru                | 2 novembre 1981   | 11 novembre 1982  |
| 19 | La base sotterranea 「叩け！ロンドン秘密基地」 - Tatake! Rondon himitsukichi         | 9 novembre 1981   | 16 novembre 1982  |
| 20 | La giornalista 「宇宙中継これがドクーガだ」 - Uchū chūkei korega dokuga da           | 16 novembre 1981  | 18 novembre 1982  |
| 21 | Bundall il traditore 「皇帝の陰謀」 - Kōtei no inbō                                  | 23 novembre 1981  | 23 novembre 1982  |
| 22 | Gotriniton nella terra dei vulcani 「浮上、地底からの謎」 - Fujō, chitei karano nazo | 30 novembre 1981  | 25 novembre 1982  |
| 23 | La montagna del diavolo 「暴走グッドサンダー」 - Bōsō Guddosanda                     | 7 dicembre 1981   | 30 novembre 1982  |
| 24 | Avventura negli abissi 「海の敵を叩け」 - Umi no kanawo tatake                       | 14 dicembre 1981  | 2 dicembre 1982   |
| 25 | Conto alla rovescia 「決戦 秒読み開始」 - Kessen byōyomi kaishi                      | 21 dicembre 1981  | 7 dicembre 1982   |
| 26 | Viaggio nell'infinito 「果てしなき旅立ち」 - Hate shinaki tabidachi                  | 28 dicembre 1981  | 9 dicembre 1982   |

## Film
Dalla serie sono stati tratti due film. Il primo, intitolato semplicemente Sengoku majin Goshogun (戦国魔神ゴーショーグン?) e lungo circa un'ora, è un montaggio degli episodi 20 e 17 dell'anime televisivo con alcune scene e inquadrature originali, uscito al cinema in Giappone il 24 aprile 1982.
Il secondo film, Sengoku majin Goshogun: Toki no Étranger (戦国魔神ゴーショーグン 時の異邦人?) , lungo circa 90 minuti e uscito il 27 aprile 1985, tratta invece una storia del tutto indipendente dalla serie TV, con Remì come protagonista, e ha ricevuto critiche molto positive. In Italia è stato doppiato e pubblicato in VHS nel 1994 da Yamato Video inizialmente con il titolo Goshogun Etranger; nel 2015 è stato incluso nel box DVD della serie. Il 6 gennaio 2025 il film è stato pubblicato sul canale streaming Anime Generation offerto da Prime Video.